# Pascal Fabre
 Pascal Fabre  (Lió, França, 9 de gener del 1960) va ser un pilot de curses automobilístiques francès que va arribar a disputar curses de Fórmula 1.
Va debutar a la primera cursa de la temporada 1987 (la 38a temporada de la història) del campionat del món de la Fórmula 1, disputant el 12 d'abril del 1987 el G.P. de Brasil al circuit de Jacarepaguà. Va participar en un total de catorze curses puntuables pel campionat de la F1, disputades totes en la mateixa temporada (1987), aconseguint una novena posició (en dues ocasions) com millor classificació en una cursa i no assolí cap punt pel campionat del món de pilots.

## Resultats a la Fórmula 1
| Any  | Equip              | Xassís | Motor    | 1      | 2      | 3      | 4      | 5        | 6     | 7     | 8       | 9      | 10     | 11      | 12      | 13      | 14      | 15  | 16  | Posició | Punts |
| ---- | ------------------ | ------ | -------- | ------ | ------ | ------ | ------ | -------- | ----- | ----- | ------- | ------ | ------ | ------- | ------- | ------- | ------- | --- | --- | ------- | ----- |
| 1987 | Team El Charro AGS | AGS    | Cosworth | BRA 12 | SMR 13 | BEL 10 | MON 13 | E.USA 12 | FRA 9 | GBR 9 | ALE Ret | HUN 13 | AUT NC | ITA NVQ | POR NVQ | ESP Ret | MEX NVQ | JPN | AUS | -       | 0     |

### Resum
| Curses: | Victòries: | Pòdiums: | Poles: | Voltes ràpides: | Punts: |
| ------- | ---------- | -------- | ------ | --------------- | ------ |
| 14 (11) | 0          | 0        | 0      | 0               | 0      |